# Tegenaria pontica
Tegenaria pontica är en spindelart som beskrevs av Dmitry Evstratievich Kharitonov 1947. Tegenaria pontica ingår i släktet husspindlar, och familjen trattspindlar. Inga underarter finns listade i Catalogue of Life.